# Якубовский, Александр Александрович
Александр Александрович Якубовский (1953 — 2015) — советский и российский оператор, режиссёр и сценарист документального кино. Заслуженный работник культуры РФ (2008).

## Биография
Родился в Калуге. В 1976 году окончил с отличием ВГИК (мастерская под руководством Анатолия Головни и Анатолия Колошина).
Работал на Дальневосточной студии кинохроники и Ленинградской студии документальных фильмов. С 1976 по 1991 годы снимал сюжеты кинохроники для киножурналов. С 1995 года Якубовский — работник Леннаучфильма.
В общей сложности снял 25 фильмов. Сотрудничал с Михаилом Литвяковым, Александром Сокуровым, Алексеем Учителем.
Жена — Елена Якубовская. Ушёл из жизни 17 апреля 2015 года.

## Награды
«Эти удивительные люди»
- Приз жюри XIV Всесоюзного кинофестиваля (1981)

«Ростовская финифть»
- III премия I Всесоюзного фестиваля рекламных фильмов (1981)

«Слово о Кирилле и Мефодии»
- Приз жюри I Всероссийского фестиваля фильмов о Русской Православной Церкви (1989)

«Наша мама – герой»
- I премия II Всесоюзного фестиваля неигрового кино, приз жюри, приз зрителей (1989)

«Два дня в провинции»
- Диплом фестиваля медийного искусства в  Оснабрюкке, ФРГ (1990)

«Повесть об Оптиной Пустыни»
- II премия III Всероссийского фестиваля православного кино, Москва (1995)

«Петербургский романс», фильм 2-й «Юрий Борисов»
- Диплом «За изобразительную культуру» IV Международного кинофестиваля «Золотой Витязь» (1996)

«Петербургский романс», фильм 3-й «Свидание с вечностью»
- Гран-при «Золотой Витязь» на V Международном кинофестивале в Минске (1996)

«Рюрик и его братья»
- Три диплома I Всероссийского Сретенского православного кинофестиваля «Встреча», Обнинск (2006)

«Князь Олег Вещий»
- Три диплома I Всероссийского Сретенского православного кинофестиваля «Встреча», Обнинск (2006)

«Русская карта II»
- Диплом и Приз жюри им. Виктора  Астафьева МКФ «Послание к человеку» (2003)
- Диплом МКФ «Золотой Витязь»  (2003)

«Русская карта III»
- Диплом МКФ «Золотой Витязь» (2004)
- Диплом Фестиваля «Дни русской культуры в Латвии»,   Рига (2004)

«Валерий Гаврилин. Весело на душе»
- Диплом за лучшую операторскую работу на фестивале «Леннаучфильм-2005»
- Диплом за лучшую операторскую работу  в документальном конкурсе на XV Международном Кинофоруме
- Специальный приз за лучшую работу оператора   документального кино  XV Международного кинофестиваля «Золотой Витязь» (2006)